# Mars Radiation Environment Experiment

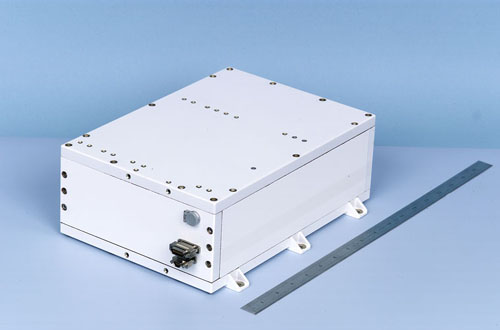
MARIE, dissenyat per mesurar la radiació, va començar a funcionar malament poc després que es produís una sèrie de fortes erupcions solars a la tardor del 2003.

El Martian Radiation Experiment, o MARIE va ser dissenyat per mesurar l'entorn de radiació de Mart utilitzant un espectròmetre de partícules energètiques com a part de la missió científica de la nau espacial 2001 Mars Odyssey (llançat el 7 d'abril de 2001). Va ser dirigit pel Centre Espacial Lyndon B. Johnson de la NASA i la investigació científica va ser dissenyada per caracteritzar aspectes de l'entorn de radiació tant en el camí cap a Mart com mentre estava a l'òrbita marciana.
Atès que la radiació espacial presenta un perill extrem per a les tripulacions de les missions interplanetàries, l'experiment va ser un intent de predir les dosis de radiació previstes que patirien els futurs astronautes i va ajudar a determinar els possibles efectes de la radiació marciana sobre els éssers humans.
La radiació espacial prové dels raigs còsmics emesos per la nostra estrella local, el Sol, i també d'estrelles més enllà del Sistema Solar. La radiació espacial pot provocar càncer i causar danys al sistema nerviós central. Instruments similars volen als transbordadors espacials i a l'Estació Espacial Internacional (ISS), però mai cap ha volat fora de la magnetosfera protectora de la Terra, que impedeix que gran part d'aquesta radiació arribi a la superfície del nostre planeta.
A la tardor de 2003, després d'una sèrie d'erupcions solars especialment fortes, MARIE va començar a funcionar malament, probablement com a resultat d'haver estat exposada a la intensa explosió de radiació de partícules de la erupció solar. L'instrument no es va tornar a funcionar mai.

## Funcionament
Un espectròmetre dins de l'instrument va mesurar l'energia de dues fonts de radiació espacial: els raigs còsmics galàctics i les partícules energètiques solars. Quan la nau espacial va orbitar el planeta vermell, l'espectròmetre va escombrar el cel i va mesurar el camp de radiació.
L'instrument, amb un camp de visió de 68 graus, va ser dissenyat per recollir dades contínuament durant el viatge de la Mars Odyssey de la Terra a Mart. Va emmagatzemar grans quantitats de dades per la connexió de baixada i va funcionar durant tota la missió científica.

## Especificacions de MARIE

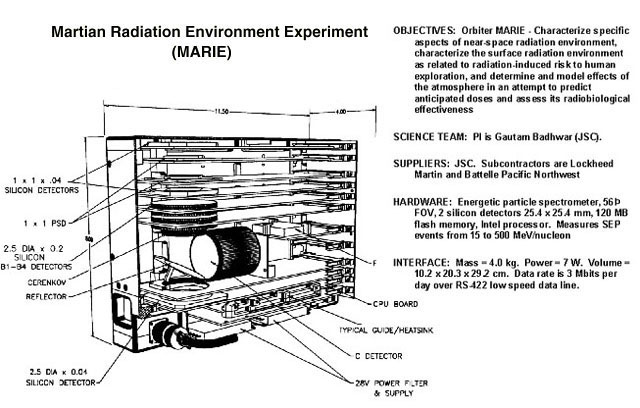
MARIE

El Mars Radiation Environment Experiment pesa 3,3 quilograms i utilitza 7 watts de potència. Mesura 29,4 x 23,2 x 10,8 centímetres.

## Resultats
El diagrama de dalt indica que una exposició a la radiació principal és d'uns 20 mrad/d, la qual cosa resulta en una dosi anual  d'uns 73 mGy/a. Tanmateix, els esdeveniments de protons solars ocasionals produeixen dosis cent vegades més altes (vegeu el diagrama anterior). Els esdeveniments de protons solars, que van ser observats per MARIE, no van ser observats pels sensors propers a la Terra que confirmen que els SPE són direccionals. Així, les dosis mitjanes en òrbita eren d'uns 400-500 mSv/a.
El JPL va informar que els nivells de radiació mesurats per MARIE eren de dues a tres vegades més grans que els de l'Estació Espacial Internacional (que és de 100-200 mSv/a). Els nivells de la superfície marciana podrien estar més a prop del nivell de l'ISS a causa del blindatge atmosfèric, ignorant l'efecte dels neutrons tèrmics induïts pel GCR.